# Неёлов, Евгений Михайлович
Евге́ний Миха́йлович Неёлов (24 марта 1947, Лодейное Поле — 5 июля 2014, Петрозаводск) — российский литературовед и фольклорист, доктор филологических наук, профессор Петрозаводского университета, известный прежде всего как исследователь фантастических жанров: современных научной фантастики, фэнтези и литературной сказки и их фольклорных корней — генетической связи с народной сказкой.

## Биография
Окончил в 1970 году историко-филологический факультет Петрозаводского государственного университета с отличием, после чего продолжил образование в аспирантуре при кафедре русской и зарубежной литературы. В студенческие времена писал стихи, которые публиковались в газете «Петрозаводский университет», но, по его собственным словам, позднее понял, что не поэт. В 1973 году защитил в ПетрГУ кандидатскую диссертацию на тему «Литературная сказка и научная фантастика».
С 1973 по 1980 год преподавал на кафедре русской и зарубежной литературы Семипалатинского пединститута им. Н. К. Крупской, руководил там кружком научной фантастики.
В 1980 году Евгений Михайлович вернулся в качестве преподавателя в Петрозаводский государственный университет, где и проработал до самой своей смерти. Читал курсы «Древнерусская литература», «Русское устное народное творчество», «История и теория русской фантастики». В 1988 защитил докторскую диссертацию по специальности «фольклористика» на тему «Волшебно-сказочные корни научной фантастики» в городе Ленинграде, в Институте русской литературы (Пушкинский дом) АН СССР. Одновременно с профессорской работой читал адаптированный спецкурс по древнерусской словесности в школах Петрозаводска: лицее № 40 и школе № 10, вёл клуб любителей научной фантастики при ДК «Машиностроитель», дискуссионный литературный клуб в городской библиотеке № 3.
Скончался 5 июля 2014 года после тяжёлой болезни в городе Петрозаводске.

## Семья
Был женат на Людмиле Александровне Неёловой. У них есть две дочери, обе — кандидаты наук. Старшая, Мария, стала историком, специализируется на России XIX века, главный специалист отдела научно-справочного аппарата Национального архива Республики Карелия; младшая, Анна Евгеньевна Струкова, продолжила исследования отца в области фантастики и фольклора. Совместно с ней он написал изданные в 2013 году монографию «Русская фантастика: нерешённые проблемы» и учебное пособие «Русская фантастика: проблемы истории и теории».

## Теоретические взгляды
Исследования Неёлова показывают тесную генетическую и интертекстуальную связь современной жанровой русской фантастики (научной, литературной сказки и фэнтези) с русской народной сказкой, а также связь того и другого с философией Николая Фёдорова.
Изучая народную и литературную сказку, литературную и научную фантастику (НФ), Евгений Неёлов ввёл оригинальную концепцию фантастического. По мнению исследователя, фантастическое в научной фантастике «повторяет, в сущности, характер и структуру волшебно-сказочной фантастики и этим отличается от фантастики общелитературной». Как считает Неёлов, поэтика НФ парадоксальна: «Дух науки укрепляет установку на вымысел, предполагает отсутствие буквальной веры в изображаемые события и одновременно же создает иллюзию достоверности». Структура фантастического создаётся благодаря «однозначному, чёткому противопоставлению точек зрения „изнутри“ и „снаружи”», наличию чудесных предметов и явлений, научных гипотез и фантастической техники, в которых проявляются атмосфера и логика чудесного (сказочного, фантастического) мира. Особенно ярко волшебно-сказочные корни НФ прослеживаются в изображении человека, пространства и времени. По утверждению Неёлова, научную фантастику в какой-то мере можно считать современной волшебной сказкой.
К существенным заслугам Неёлова относится то, что в постсоветские десятилетия он стремился аргументированно снять царившее в гуманитарных науках более столетия противопоставление и даже антагонизм фольклорного и христианского в русской национальной культуре. Оппозиционность «народного» и «церковного» (вариант: «прогрессивного» и «реакционного») восходит не только к учению Ленина о «двух культурах», она формируется ещё в рамках либеральных утопических воззрений XIX века. Важен в этом смысле вывод Неёлова в одном из его исследований: «Таким образом, русская сказка <…> служила своеобразным каналом, по которому евангельские идеи и образы <…> проникали уже на уровне жанровых структур в мир профессионального творчества»; «в русской волшебной сказке христианская традиция воплощается особым <…> способом» (статья «От волшебной сказки к литературе: Фольклорная трансформация евангельской традиции в учении Н. Ф. Федорова о воскрешении»).